# Saint-Pierre-de-Méaroz
Saint-Pierre-de-Méaroz là một xã của tỉnh Isère, thuộc vùng Rhône-Alpes, đông nam nước Pháp.